# Алкалди (Њу Мексико)
Алкалди (енгл. Alcalde) насељено је место без административног статуса у америчкој савезној држави Њу Мексико.

## Демографија
По попису из 2010. године број становника је 285, што је 92 (-24,4%) становника мање него 2000. године.
| Група             | 2000.       | 2010.       |
| Белци             | 29 (7,7%)   | 9 (3,2%)    |
| Афроамериканци    | 1 (0,3%)    | 0 (0,0%)    |
| Азијати           | 1 (0,3%)    | 1 (0,4%)    |
| Хиспаноамериканци | 336 (89,1%) | 261 (91,6%) |
| Укупно            | 377         | 285         |